# 鄧梓峰
鄧梓峰（英語：Patrick Dunn Tse Fung，1960年8月4日—），原名鄧小峰，綽號十郎，香港電視節目主持和無綫電視基本藝人合約藝員，經常擔任綜藝節目的司儀，有豐富的司儀經驗。其「十郎」一名起源自參與1991年華東水災救災活動期間睡眠質素欠佳，以致精神不集中。於是同行的梅小惠為他取了「十郎」一外號，含意為「烚下烚下」。
鄧梓峰具軍事背景，於加入娛樂圈初期為皇家香港軍團（義勇軍）軍人（1989年加入），曾被送到英國桑德赫斯特皇家军事学院受訓，當軍團於1995年解散時，他的軍銜為中尉，他曾經負責執行在邊境禁區的水塘堵截非法入境者等任務。此外，鄧梓峰熱愛學習，對不同方面事物都有濃厚興趣，例如彈低音結他、詠春等。他在2000年考得小型飛機駕駛執照，擁有逾一千小時飛行經驗；為香港飛行協會會員及香港航空青年團上尉；由於他對航空飛行十分熟悉，他在兩輯《衝上雲霄》均擔任顧問，劇中更有不少小型飛機飛行鏡頭由他駕駛。在語言方面，他能操流利的德語和基本法語。他亦考獲筆跡分析證書和數個潛水牌照。近年人們指鄧梓峰的樣貌像「反斗奇兵」中的人物巴斯光年，引起網民討論。另外，鄧梓峰於2009年起擔任“梓峰教育”的行政總裁。他亦擁有專業會計師資格。

## 背景
鄧梓峰小時候居於九龍塘何東道，就讀於喇沙小學與拔萃男書院。小學階段熱愛參與足球活動。他曾於中四時留級一年。中五畢業後由於香港中學會考成績差，因此在二哥的安排下到美國波士頓一天主教中學就讀中六預科，成績突飛猛進。一年後考入美國波士頓大學會計系。1985年大學畢業後，鄧梓峰隨家人移民到加拿大多倫多，於當地的公司從事會計工作，又在父親鄧廷琮打理的航運公司出任會計文員。亦曾在加拿大中文電視台擔任新聞主播，幾年後回流香港投身廣播界，其後自己學習德文及法文。
1988年，鄧梓峰經哥哥鄧小宇介紹認識劉天蘭，於劉天蘭的推薦下加入商業電台擔任唱片騎師，並且和黃子華等七位新人一同主持《咪前7先鋒》。一年後，鄧梓峰跟隨劉天蘭過檔亞洲電視，擔任晨早節目《晨早直播室》的主持。1991年因為亞洲電視高層希望鄧減少主持工作而花較多時間於演戲方面，惟鄧對演出電視劇沒有太大興趣，結果透過洪朝豐認識的一位於無綫電視工作的朋友聯絡了時任無綫電視藝員部高層陳冠明，1991年正式轉投無綫電視。首項工作是參演電視劇集《橫財三千萬》,其後連同余文詩、楊瑞麟、吳潔梅、盧玉鳳及李有毅主持《香港早晨》，並慶祝香港早晨首播十週年. 之後於1992年加入新城電台主持電台節目。他現時仍為無綫電視藝員，並且已經辭去新城電台的職務。鄧梓峰經常在無綫電視的綜合節目擔任司儀或主持，亦曾經參與演出電視劇，主要飾演穿著西裝的專業人士及飛機師等角色。

## 個人生活
鄧梓峰已經結婚，有兩子和兩女，其中兩名兒子為雙胞胎。其妻來自演藝世家，妻子的胞姐、姨母、三姨、五姨及表妹分別為施明、夏丹、劉韻、華娃、黃宇詩。
香港作家鄧小宇和鄧小宙為其兄弟，其父鄧廷琮為梅蘭芳的愛好者，鄧梓峰三兄弟的名字均來源自梅派劇目《宇宙鋒》。
鄧梓峰對軍事及飛行皆擁有濃厚興趣。此外，鄧梓峰亦是一名玩具收藏家。早年他熱愛收藏與軍事相關物品（尤其是一戰和二戰時期產物）和各種制服，1990年代，無綫電視資訊節目《城市追擊》就曾經對其作出採訪及報道，近年熱愛收藏具歷史價值舊皮褸。
鄧梓峰也是一名高爾夫球愛好者，他接受訪問時說，由於父親是香港哥爾夫球會會員，他初中已跟隨父親打高球，還接受過名教練Joe Hardwick的指導。初時他興趣不大，直至1990年代初，才開始有興趣，並且成為香港哥爾夫球會的會員。2015年，他為公益金中銀香港慈善高爾夫球賽，代表名人隊比賽。另外，他亦在雁心會樂幼基金主辦的「飛雁揮桿顯愛心」2015慈善高爾夫比賽中擔任開球禮嘉賓及頒獎嘉賓。

## 演出作品

### 電視電影（亞洲電視）

#### 1991年
情在亦舒 之 珍珠　飾　繆劍平

### 電視劇（無綫電視）
- 橫財三千萬

1992年
- 壹號皇庭　飾　李國柱

1993年
- 壹號皇庭II　飾　李國柱

1994年
- 愛有明天 飾 卓立光
- 生死訟 飾 程校長
- 成日受傷的男人 飾 李世文
- 鎮金女人週記之夢醒時分 飾 Alan

1995年
- 刑事偵緝檔案 飾 周展華（外科手術醫生）

2000年
- 無業樓民 飾 戴德廣
- 新鮮人 飾 鄧鏡光

2001年
- 美味情緣 飾 屠建才（Gary）

2002年
- 勇探實錄 飾 蔡子輝

2003年
- 皆大歡喜 飾 Elton
- 衝上雲霄 飾 程日東（Tony）
- 紅衣手記 飾 翁世雄

2004年
- 隔世追兇 飾 卓志誠
- 天涯俠醫 飾 卓紹謙（Brian）

2005年
- 學警雄心 飾 譚祖銘（譚Sir）
- 妙手仁心III 飾 李志強

2006年
- 男人之苦 飾 楊展翔
- 愛情全保 飾 廖源河
- 上海傳奇 飾 馬祖祥

2007年
- 學警出更 飾 譚祖銘（譚Sir）
- 歲月風雲 飾 李啟發
- 廉政行動2007
- 通天幹探 飾 程國柱（韋晉龍之代表大律師）
- 同事三分親 飾 喬偉

2008年
- 和味濃情 飾 馬賽一
- 當狗愛上貓 飾 文智達
- 珠光寶氣 飾 葉富添（Tim）

2009年
- 學警狙擊 飾 譚祖銘（譚Sir）
- 古靈精探B 飾 劉一鼎
- 富貴門 飾 李啟發

2010年
- 女王辦公室 飾 鄔尚邦

2011年
- 真相 飾 范德倫

2012年
- 換樂無窮 飾 刑彬（Benjamin）
- 4 In Love 飾 楊志華
- 當旺爸爸 飾 方醫生
- 怒火街頭2 飾 尚智山
- 飛虎 飾 洪堅
- 巴不得媽媽... 飾 松官
- 雷霆掃毒 飾 康瑞麒（康Sir）
- 幸福摩天輪 飾 康兆雄
- 法網狙擊 飾 譚尚京

2013年
- 衝上雲霄II 飾 程日東（Tony）

2014年
- 女人俱樂部 飾 李朗英（L.Y.）

2015年
- 倩女喜相逢 飾 馬瑙／鄭梓承
- 以和為貴 飾 李明達（David）
- 華麗轉身 飾 唐士捷

2016年
- 完美叛侶 飾 蕭漢華（Scott）

2017年
- 使徒行者2 飾 許啟發／趙冠豪

2021年
- 青春本我 飾 柯藍

2022年
- 美麗戰場 飾 林忠森

### 主持（亞洲電視）
- 1989年 亞洲早晨晨早直播室
- 1989年 亞洲小姐競選

### 主持／司儀（無綫電視）
- 1991-1993年 香港早晨
- 1991-1994年 歡樂今宵
- 1991年 神秘大接觸
- 1991-1992,1994,1996,1999,2000,2002-2012,2014-2018,2020年 歡樂滿東華
- 1992,1993,1998,2003-2004,2008,2010-2011,2013,2015,2021年 博愛歡樂傳萬家
- 1992年 禮賓國際購物熱線廣告雜誌
- 1992年 群星公益大派對
- 1992年 清潔香港巨星拱照20年
- 1992-1994,1998-2000年 香港小姐競選（節目主持）
- 1992年 海陸空旅遊大競賽
- 1992,1997-2005,2010年 萬千星輝賀台慶
- 1992,1993年 寰宇風情
- 1993年 點解香港咁過癮'93
- 1993年 清潔香港邁向光輝21年
- 1993年 親子也瘋狂
- 1993年 天壇大佛開光大典專輯
- 1994年 吉祥大利賀新歲
- 1994年 華南水災籌款之夜
- 1994年 咪當我老襯
- 1994年 香港超級寵物大賽
- 1994-1995年 週五紅人館
- 1994-1999年 城市追擊
- 1995年 金銀豬寶賀新歲
- 1995年 週三紅FRIEND區
- 1995年 K-100
- 1995年 軒琴倩影匯群星
- 1995年 汪明荃春風得意夜
- 1995年 絲路狀元爭霸戰
- 1996年 萬家團年迎福鼠
- 1996年 六六無窮
- 1996年 新麗銀禧閃耀繽紛夜
- 1996,1998,2000年 無綫愛心傳萬里
- 1996年 星光燦爛仁愛堂
- 1996-1997,2001-2002年 愛心獻再生
- 1996,1998年 罪惡剋星勁爆Show
- 1996年 共創香港好明天
- 1997年 金牛獻瑞慶團年
- 1997年 助人自助樂施夜
- 1997年 青嶼幹線創建新紀元
- 1997年 元朗萬千風采迎回歸
- 1997年 煙花匯演慶回歸
- 1997年 百變紅星閃閃迎台慶
- 1997年 滅罪先鋒耀葵青
- 1997年 海馬群星玩野智激鬥
- 1997年 龍騰金禧耀社聯
- 1998-1999,2005,2017-2018年 慈善星輝仁濟夜
- 1998年 至善智勇花木蘭
- 1998年 法律週98'知法有辦法
- 1998年 齊心同抗長江水賑災大行動
- 1998年 香港童心開幕嘉年華
- 1998年 第二屆全球華人新秀歌唱大賽-香港區選拔賽
- 1998年 香港動感之都 與星同遊大匯演
- 1998年 九鐵88新領域
- 1999年 兔氣揚眉迎新歲
- 1999年 富貴金兔慶新春
- 1999-2002年 萬眾同心公益金
- 1999,2004年 護苗基金星輝夜
- 1999年 活得精彩慶新生
- 1999年 愛心延續獻再生
- 1999年 清潔香港清王清霸迎千禧
- 1999年 跨世紀錄香港同心齊共創
- 2000,2010,2011,2014年 全城響應助更生
- 2000年 同心行動見光明
- 2000年 最緊要健康
- 2000年 人體探索DNA
- 2000,2002,2005-2008,2010-2011,2013-2014,2016-2019年 明愛暖萬心
- 2000年 九鐵愛心動力九十載
- 2000年 強積金全力以『付』智激戰
- 2000年 強積金全透視
- 2000年 九巴縱橫多面睇
- 2000年 資訊科技展新姿
- 2001年 金蛇獻瑞迎新歲
- 2001年 2001國泰航空繽紛巡遊賀新歲
- 2001年 港姐盡展風采青雲路
- 2001年 冠軍人馬頒獎典禮
- 2001年 生命重燃慈善演唱會
- 2002年 中華狀元紅
- 2002年 獅子會真情服務獻關懷
- 2002-2003年 同心行動見光明
- 2003年 加港星輝耀頤康
- 2003年 一廠最美的一夜
- 2003年 高度戒炎
- 2003年 重建香港獻愛心
- 2003年 心連心 香港再起飛
- 2003年 衝上雲霄製作特輯：愛與夢飛行
- 2004年 週五綜藝館
- 2004年 鄭秀文看鄭秀文
- 2004年 仁愛更生獻關懷
- 2004年 四海同心送關懷
- 2005年 金雞報喜迎新春
- 2005年 金雞醒晨賀新歲
- 2005年 香港迪士尼樂園開幕慶祝晚會
- 2005年 歡迎神舟六號航天代表團訪港大匯演
- 2005，2008年 童心同行愛之夜
- 2006年 狗肥屋潤迎新春
- 2006年 獅子會新生命工程籌款夜
- 2007年 保良局愛心跨越129慈善晚會
- 2007年 香港高飛慶團圓
- 2007-2008年 2007國泰航空新春國際匯演之夜
- 2007-2008年 東華愛心慶歡騰
- 2007年 TVB 40周年台慶亮燈
- 2008年 保良局130年善心匯聚星輝夜
- 2008年 肥姐我們永遠懷念您
- 2008年 舞動奇跡第二季
- 2008年 TVB 41周年台慶亮燈
- 2008年 跨越新世代之改革三十載
- 2008-2011年 除夕倒數詠香江
- 2009年 粵港同慶接金牛·羊城賀歲萬家歡
- 2009年 香港特別行政區成立十二周年「團結自強慶回歸」大巡遊
- 2009年 TVB 42周年台慶亮燈
- 2009年 無綫繼續Good Show 2010
- 2010年 保良局開心跨越131
- 2010年 香港航空樂優遊
- 2010年 2010 TVB最受歡迎廣告頒獎典禮
- 2010年 天晴豪情熱滿城
- 2011年 荃灣飛躍五十載
- 2011年 新春招牌菜
- 2011年 消防安全進萬家
- 2011年 鄉議局85載-與民同樂
- 2012年 人生80勁楓SHOW
- 2012年 金龍吐艷迎新歲
- 2012年 今夜齊撐大太監
- 2012-2014年 新年·新世界·香港除夕倒數
- 2013年 香港龍獅節．打造新紀元
- 2013年 靈蛇喜舞賀新禧
- 2013年 FIFA洲際國家盃2013 - 開幕森巴嘉年華
- 2013年 群星防火智多FUN
- 2013年 關懷社企顯愛心
- 2014年 駿馬迎新歲
- 2014年 新春馬到慶豐年
- 2014年 2014 FIFA 巴西世界盃 – 開幕森巴嘉年華
- 2014年 2014 FIFA 巴西世界盃 – 四強森巴嘉年華
- 2014年 2014 FIFA 巴西世界盃 – 決賽森巴嘉年華
- 2014年 香港同胞慶祝中華人民共和國成立六十五週年文藝晚會
- 2015年 喜慶羊羊迎新歲
- 2015年 重燃生命慈善夜
- 2015年 大愛共融齊分享
- 2015年 中滔環保香港除夕倒數
- 2016年 靈猴獻瑞賀新禧
- 2016年 欣賞香港．新春煙花匯演
- 2016年 與CEO進餐
- 2016年 別了Gag王盧大偉
- 2016年 中銀香港2017香港除夕倒數
- 2017年 雞年唱旺報新春
- 2017年 慶祝香港回歸祖國二十周年文藝晚會
- 2017年 汪明荃50周年世紀盛宴
- 2017年 2018香港除夕倒數
- 2018年 靈犬獻瑞迎新歲
- 2018年 吉祥金犬耀保良
- 2018年 不老傳說
- 2019年 富貴金豬賀肥年
- 2019年 絕世港佬
- 2019年 善心滿東華2019
- 2020年 金鼠賀歲迎新春
- 2020年 保良愛心慶新春
- 2020年 金鼠迎春接萬福
- 2021年 金牛獻瑞賀新禧
- 2021年 金牛吉祥耀保良
- 2021年 無可比擬的演藝泰斗 永遠懷念 吳孟達
- 2022年 J2ers：關注關注組
- 2023年 萬千星輝賀台慶
- 2023年 歡樂滿東華2023
- 2024年 新春保良迎金龍
- 2024年 萬千星輝賀台慶

### 電影
- 少女心
- 緣份遊戲
- 呆佬拜壽
- 十萬火急
- 龍咁威2003 飾 鄧sir
- 甜絲絲 飾 狼狗
- 我要做Model 飾 鄧十郎
- 小白龍情海翻波 飾 王校長
- 龍咁威II之皇母娘娘呢？ 飾 鄧sir
- 心想事成 飾 玉帝
- 六樓后座2家屬謝禮 飾 Suzy仔
- 翡翠明珠 飾 桃花會主持
- 八星抱喜
- 我的情敵女婿 飾

### 電視廣告
- 1987年：OTB海外信托銀行
- 1988年：鱷魚恤冬日首演
- 1992年：潔齒健牙膏
- 1995年：Tempo紙巾 [11]
- 199X年：樋屋奇應丸
- 199X年 : Pampers 乾爽呵護  (旁白)
- 199X年：三菱電機（旁白）
- 2007年：益達Professional（旁白）
- 2009年-2015年：日本命力美目藍莓素
- 2011年-2014年：蘋果迷你倉 （页面存档备份，存于）
- 2011年：香港基層醫護基金 心血學堂系列
- 2012年：鑽石健康水
- 2012年：通訊事務管理局「郊遊前準備好 聯繫方法要知道」電視宣傳短片
- 2015年：HK861.com

## 資料來源
1. ↑  .   [2018-09-18]. （原始内容存档于2019-06-14）.
2. ↑  .   [2012-11-09]. （原始内容存档于2012-09-19）.
3. ↑  .   [2017-07-27]. （原始内容存档于2019-06-14）.
4. ↑  . 《新Monday》. 2010-06-04.
5. ↑  .   [2015年5月16日]. （原始内容存档于2013年9月30日）.
6. ↑  .   [2015-05-16]. （原始内容存档于2016-06-27）.
7. ↑  .   [2021-06-27]. （原始内容存档于2014-05-29）.
8. ↑  .   [2021-06-27]. （原始内容存档于2016-03-10）.
9. ↑  .   [2015-05-16]. （原始内容存档于2015-06-02）.
10. ↑   (PDF).   [2015-06-02]. （原始内容存档 (PDF)于2015年6月2日）.
11. ↑  .   [2017-07-12]. （原始内容存档于2019-06-14）.

## 外部連結
- 壹周刊 第681期 2003年3月27日
- 掌握司儀技巧 提升公開演說表現
- 鄧梓峰在香港影庫上的簡介
- 鄧梓峰的Facebook專頁
- 鄧梓峰的Instagram帳戶